# Mokronog-Trebelno
Mokronog-Trebelno (en allemand : Nassenfuß-Treffeln) est une commune du sud-est de la Slovénie située dans la région de la Basse-Carniole.

## Géographie
Située au sud-est de la Slovénie, à quelques kilomètres au nord de Novo mesto, la commune s'étend au nord du massif montagneux des Alpes dinariques.

### Villages
Les villages qui composent la commune sont Beli Grič, Bitnja vas, Bogneča vas, Brezje pri Trebelnem, Brezovica pri Trebelnem, Bruna vas, Cerovec pri Trebelnem, Cikava, Dolenje Laknice, Dolenje Zabukovje, Drečji Vrh, Češnjice pri Trebelnem, Čilpah, Čužnja vas, Gorenja vas pri Mokronogu, Gorenje Laknice, Gorenje Zabukovje, Gorenji Mokronog, Hrastovica, Jagodnik, Jelševec, Križni Vrh, Log, Maline, Martinja vas pri Mokronogu, Mirna vas, Mokronog, Most, Ornuška vas, Ostrožnik, Podturn, Pugled pri Mokronogu, Puščava, Radna vas, Ribjek, Roje pri Trebelnem, Slepšek, Srednje Laknice, Sv. Vrh, Štatenberk, Trebelno, Velika Strmica, et Vrh pri Trebelnem.

## Histoire

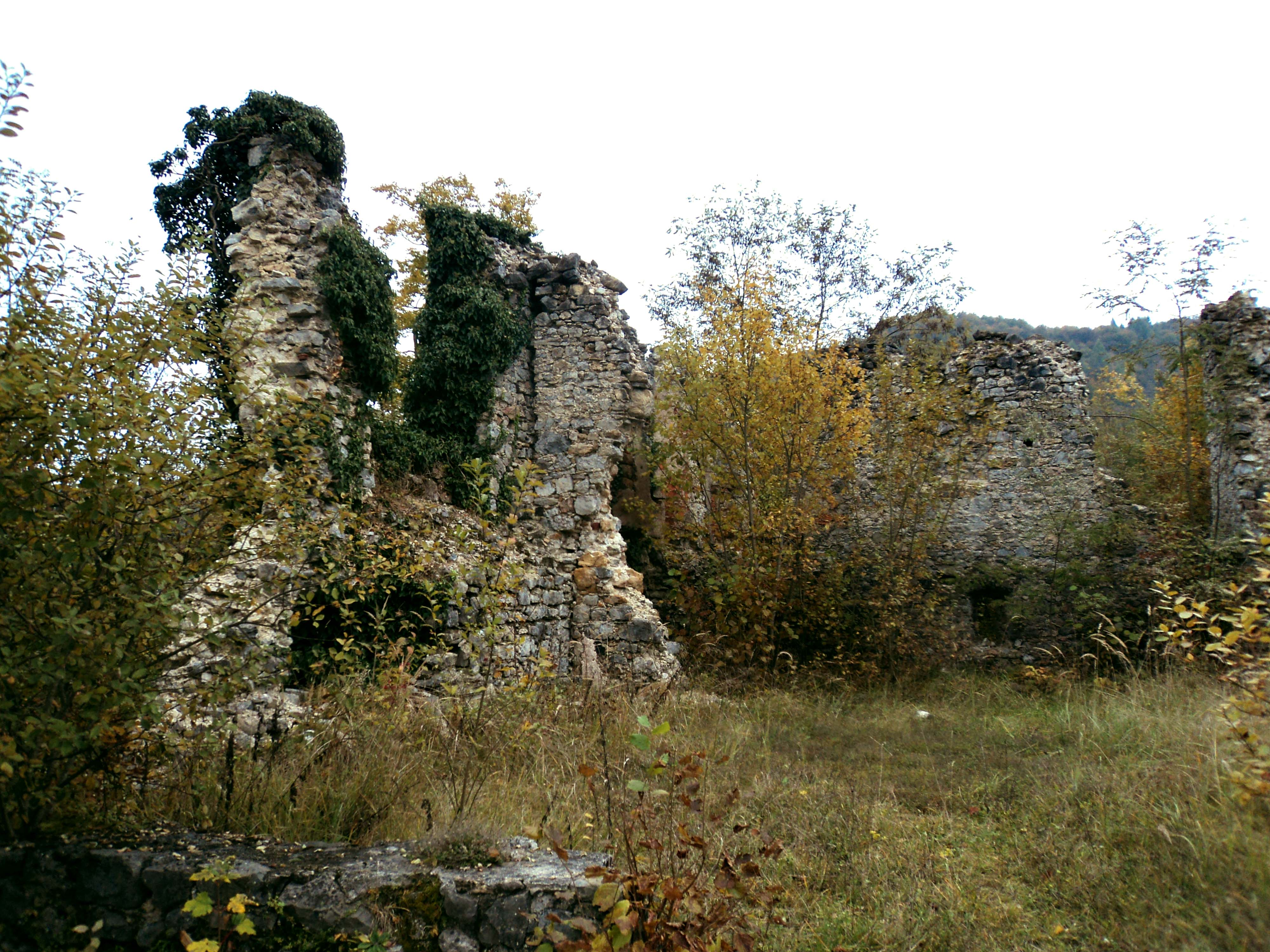
Ruines du château.

Ce lieu fut mentionné la première fois en l'an 1137, lorsqu'il faisait partie de la marche de Carniole ; il obtint le droit de tenir marché en 1279. Un château de Nazenfuez (« Pied mouillé ») est documenté pour la première fois dans un acte de 1256.
Jusqu'à la fin de la Première Guerre mondiale, la localité fait partie de l'empire d'Autriche puis Autriche-Hongrie (Cisleithanie après le compromis de 1867), incorporée dans le district de Krško (Gurkfeld), l'un des 11 Bezirkshauptmannschaften du duché de Carniole.

## Démographie
Depuis 2006, la population de la commune de Mokronog-Trebelno est proche des 3 000 habitants. Avant cette date, le territoire de la commune appartenait à la commune voisine de Trebnje,.
Évolution démographique
| 2007  | 2008  | 2009  | 2010  | 2011  | 2012  | 2013  | 2014  | 2015  |
| ----- | ----- | ----- | ----- | ----- | ----- | ----- | ----- | ----- |
| 2 944 | 2 948 | 2 892 | 2 915 | 2 932 | 2 964 | 2 981 | 3 032 | 3 029 |
| 2016  | 2017  | 2018  | 2019  | 2020  | 2021  |       |       |       |
| 3 032 | 3 045 | 3 033 | 3 057 | 3 089 | 3 164 |       |       |       |